# Банд
Банд (рум. Band) — село у повіті Муреш в Румунії. Адміністративний центр комуни Банд.
Село розташоване на відстані 273 км на північний захід від Бухареста, 14 км на захід від Тиргу-Муреша, 63 км на схід від Клуж-Напоки, 140 км на північний захід від Брашова.

## Населення
За даними перепису населення 2002 року у селі проживали 3712 осіб.
Національний склад населення села:
| Національність | Кількість осіб | Відсоток |
| -------------- | -------------- | -------- |
| угорці         | 1863           | 50,2%    |
| цигани         | 1111           | 29,9%    |
| румуни         | 738            | 19,9%    |

Рідною мовою назвали:
| Мова      | Кількість осіб | Відсоток |
| --------- | -------------- | -------- |
| угорська  | 2067           | 55,7%    |
| румунська | 867            | 23,4%    |
| циганська | 778            | 21,0%    |